# Trachemys scripta
Trachemys scripta és una espècie de tortuga de la família dels emídids que habita en medi aquàtic. S'alimenten principalment d'animals aquàtics i ocasionalment de vegetals. La seva distribució geogràfica original és força extensa i se situa des de la meitat sud d'Amèrica del Nord fins bona part d'Amèrica del Sud, excepte el con sud. Aquesta tortuga és criada en captivitat per a comercialitzar-la a nivell mundial com a animal de companyia. Tot i així, temps després de la compra alguns dels compradors que no es volen responsabilitzar de la seva custòdia i cura les alliberen al medi natural. Aquests alliberaments provoquen alteracions greus en els ecosistemes receptors.
Entre les subespècies de Trachemys scripta es poden destacar Trachemys scripta elegans, coneguda com a tortuga d'orelles vermelles, Trachemys scripta scripta, coneguda com a tortuga d'orelles grogues, i Trachemys scripta gaigene, coneguda per una taca de color taronja al cap. També s'usa el terme tortuga de Florida per anomenar qualsevol d'aquestes subespècies.

## Morfologia

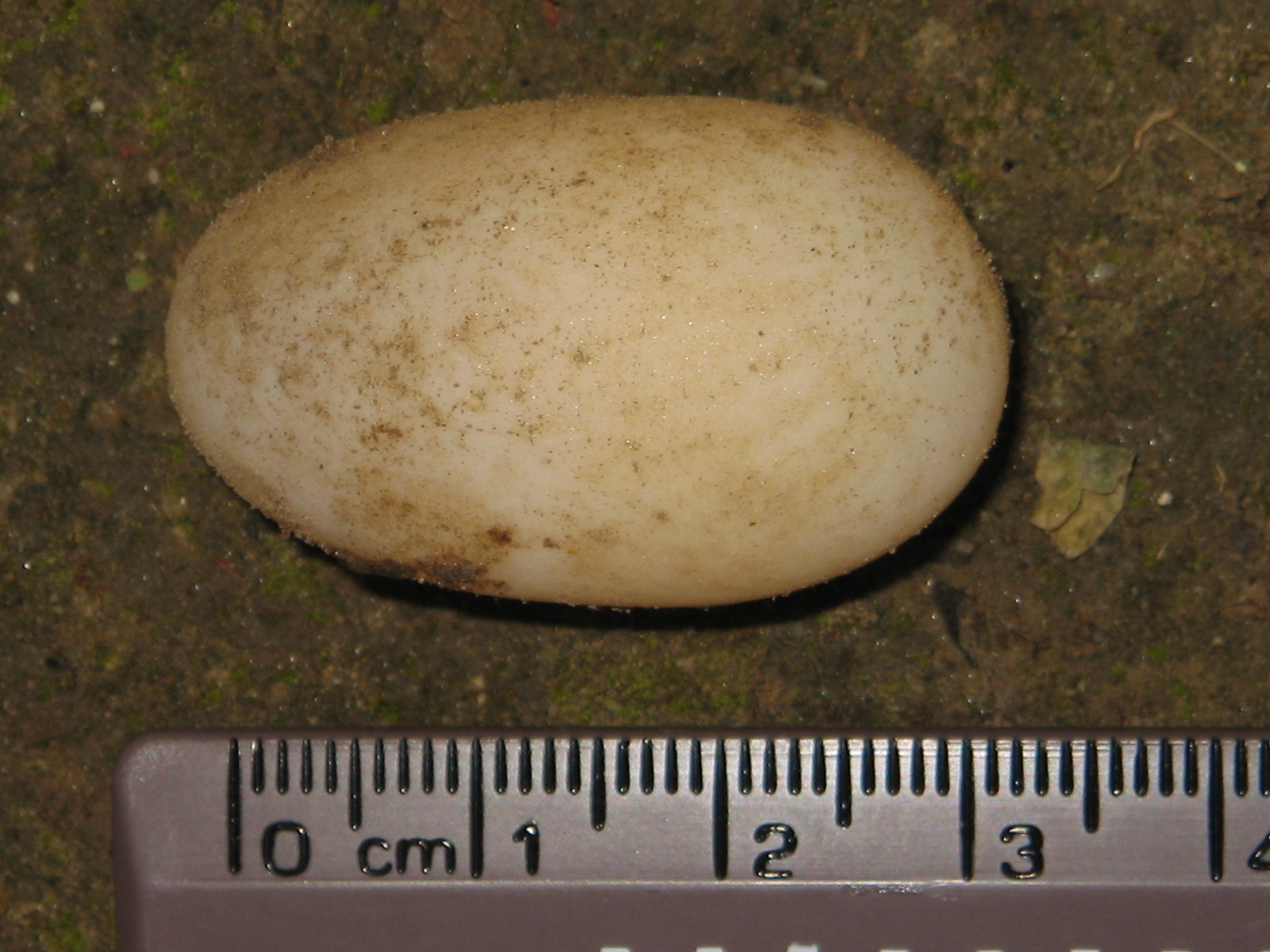
Ou de Trachemys scripta.

Tenen un longitud mitjana entre 12,50 i 28,90 cm i un pes mitjà de 240 g. Mostra coloracions generals verdes passant del verd fosc al verd oliva segons la subespècie. El plastró és de color groc i les peces poden contenir dibuixos foscos en el centre de cada peça. Les espècies solen presentar dimorfisme sexual i són les femelles una mica més grans que els mascles. Els mascles presenten unes ungles força més llargues que les femelles.

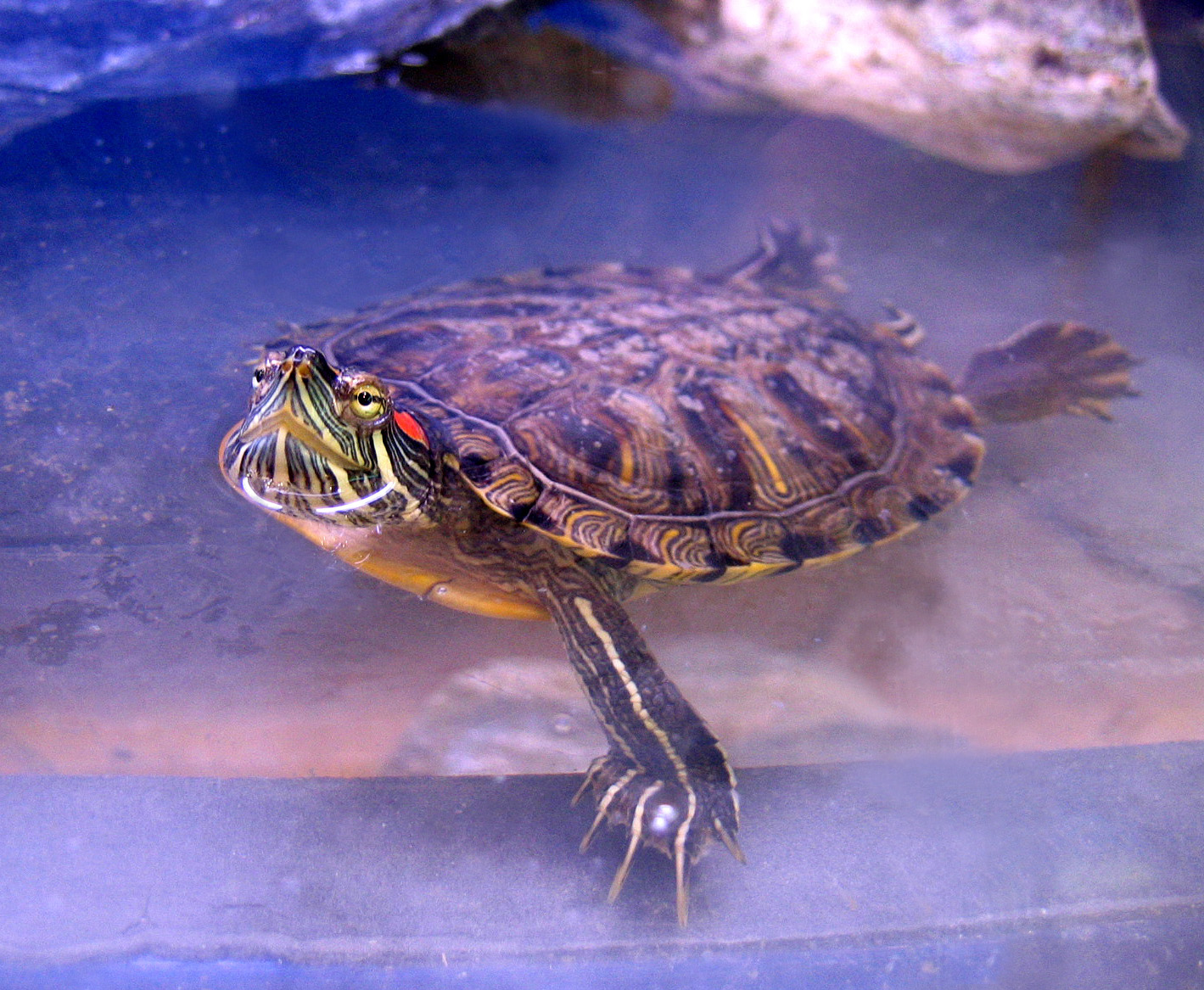
Tortuga d'orelles vermelles mascle. Noteu les llargues ungles de la pota davantera.

Aquesta espècie presenta dimorfisme sexual, això vol dir que el mascle i la femella tenen característiques físiques diferents un de l'altre.
Quan són joves, totes les tortugues d'orelles vermelles són pràcticament iguals independentment del seu sexe, per aquest motiu és gairebé impossible determinar-lo. Quan passen a ser adultes (en el cas dels mascles quan la seva closca mesura uns 10 cm, i en el de les femelles quan en fa uns 15), és molt més fàcil distingir el gènere. Normalment, el mascle és més petit que la femella, encara que aquest paràmetre de vegades és difícil d'aplicar, ja que es podrien estar comparant individus de diferents edats. Els mascles tenen les 
ungles de les potes davanteres molt més llargues que les de les femelles, fet que l'ajuda a subjectar millor la femella durant l'aparellament i serveixen durant la dansa del seguici. La cua del mascle també és més gruixuda i llarga, i la claveguera, que es troba a la cua, està més allunyada del cos. La part inferior de la closca o plastró del mascle està lleugerament corbat cap a dins, és a dir, és còncau, mentre que el de la femella és totalment pla. Això també l'ajuda el mascle durant l'aparellament per poder adaptar-se millor a la closca de la femella. També es diu que els mascles tenen les taques vermelles més grans i d'un color més brillant. L'aparença de les femelles és pràcticament la mateixa durant tota la vida.
Tant el mascle com la femella arriben a la maduresa sexual als 5 o 6 anys, però si es crien en captivitat, no hivernen i s'alimenten abundantment, creixen amb més rapidesa que en la naturalesa i, per tant, maduren abans, però tot i així han de passar almenys uns anys perquè assoleixin plena maduresa.

## Biogeografia
Les tortugues d'orelles vermelles són originàries de l'àrea que envolta el riu Mississipi, i arriba fins al golf de Mèxic. Es desenvolupen en climes càlids, particularment en el quadrant sud-est dels Estats Units. Aquesta àrea comprèn des del sud-est de Colorado fins a Virgínia i Florida. Habiten naturalment en zones on hi hagi alguna font d'aigua tranquil·la i temperada. Aquestes zones aquàtiques poden ser estanys, llacs, pantans, rierols, rius amb corrents lentes. L'àrea on habiten és en general pacífica amb alguna secció on puguin sortir de l'aigua a descansar, com algunes roques grans o troncs, on es col·loquen per rebre la irradiació solar. És comú que diverses tortugues d'orelles vermelles es col·loquin juntes per prendre el sol, fins i tot unes a sobre d'altres. Han de tenir a prop abundant vegetació aquàtica, que és el component principal de la dieta dels exemplars adults. Les tortugues salvatges sempre es mantindran prop de la font d'aigua on habiten excepte si en busquen una de nova o, en el cas de les femelles, que hagin de pondre els ous en l'època de reproducció.
El comerç com a mascota i el posterior abandonament d'exemplars per part dels seus amos ha expandit aquesta espècie i es considera espècie invasora fora de la seva àrea de distribució natural. Causa impactes negatius en els ecosistemes que ocupa, principalment per la seva voracitat i el seu caràcter omnívor, que la converteixen en depredador de nombroses espècies d'invertebrats i petits vertebrats així com plantes aquàtiques, la capacitat de transmetre malalties i el desplaçament d'altres espècies de tortugues amb les quals comparteix dieta i espais de cria, com la tortuga d'estany a la península Ibèrica.
Donada la gran extensió de les poblacions i el seu relatiu aïllament, ja que es troben lligades a ambients aquàtics s'ha produït una certa diferenciació morfològica. Aquestes diferències rauen en la forma i distribució de les taques tant al plastró, l'escut i el cap i s'havien descrit fins a 15 subespècies
Tot i això aquestes subespècies o bé han adquirit categoria d'espècie o s'han adscrit com a subespècies d'altres espècies.
A partir de la dècada de 1990 s'ha constatat la presència de diverses espècies de Trachemys, especialment Trachemys scripta als Països Catalans i a diversos punts arreu del món fora de les seves poblacions originals. Aquesta dispersió es creu associada al comerç internacional d'aquests animals. Històricament diverses espècies, d'aquest gènere eren criades com a animals exòtics de companyia pel mercat dels Estats Units. El 1975 se'n prohibí el comerç als Estats Units a causa del risc sanitari, ja que es varen donar casos de salmonel·losi en infants que les manipulaven i pels danys en les poblacions autòctones dels EUA Amb tot, la comercialització de Trachemis scripta scripta no es prohibí a la Unió Europea fins al 1997 quan ja s'havien importat uns 900.000 exemplars d'aquesta subespècie. Tot i la prohibició de la importació encara es trobaven llocs de venda públics on es podien adquirir exemplars d'aquesta espècie més d'una dècada després de l'entrada en vigor del reglament, cosa que en qüestiona l'efectivitat a l'hora de prevenir l'entrada de nous exemplars de T. scripta, almenys a Catalunya.
S'ha pogut comprovar que és capaç de reproduir-se efectivament a Catalunya Aquesta espècie presenta un comportament agressiu i una forta competència contra la resta de tortugues que ocupen el mateix nínxol ecològic, ja que fa que es desplacin dels punts d'insolació que requereixen per al seu metabolisme, es mengen les postes d'altres tortugues, i presenten més postes anuals que les tortugues autòctones (Emys orbicularis i Mauremys leprosa en el cas de la península Ibèrica).

## Comportament

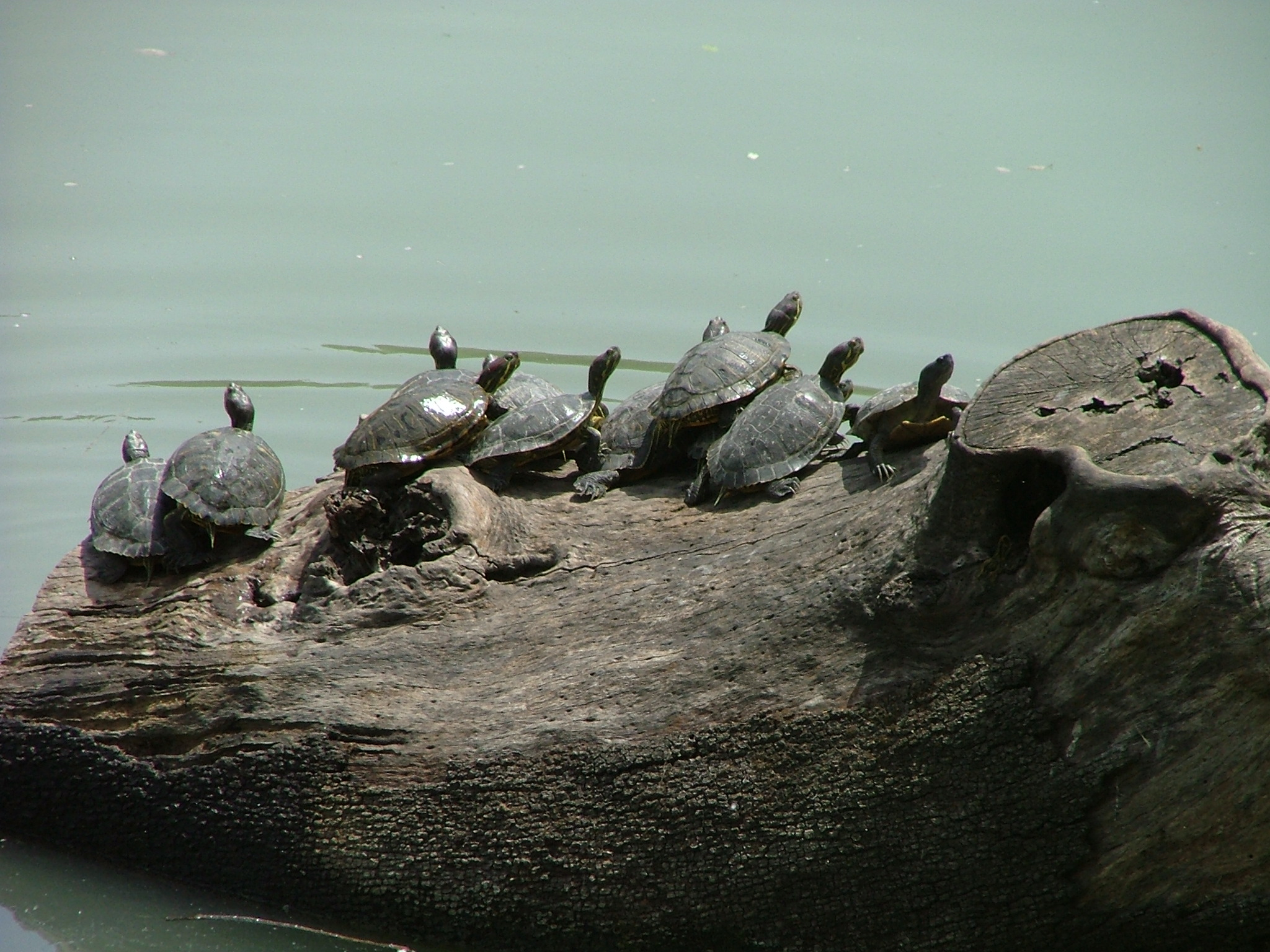
Les tortugues d'orelles vermelles han de prendre banys de sol constantment per regular la seva temperatura.

Les tortugues d'orelles vermelles són gairebé completament aquàtiques, però de vegades deixen l'aigua per descansar i prendre el sol, ja que com tenen sang freda, necessiten prendre aquests banys de sol per regular la seva temperatura.
Aquests rèptils són excel·lents nedadors. Durant el dia busquen preses per alimentar-se i intenten capturar-les. Solen estar alerta dels depredadors i de la gent i generalment s'espanten i fugen d'ells. Les tortugues solen llançar-se frenèticament de les roques o d'on estiguin mentre descansen si algú potencialment perillós s'acosta a elles. Durant el dia, acostumen a sortir de l'aigua, prendre el sol fins que estan eixutes i calentes, després es capbussen de nou i es refresquen, i tornen a sortir de l'aigua per a prendre el sol.

### Hibernació
Les tortugues d'orelles vermelles poden hibernar en el fons d'estanys o llacs poc profunds durant els mesos d'hivern. Durant aquesta època, amb el fred, les tortugues entren en un estat d'inactivitat anomenat precisament hibernació, durant el qual deixen de menjar i defecar, pràcticament no es mouen i la seva freqüència de respiració es redueix.

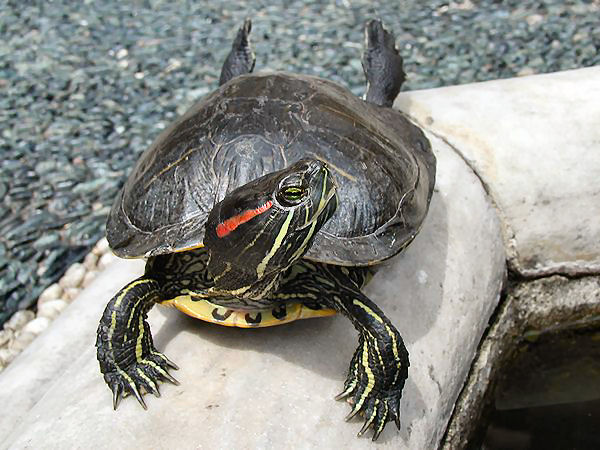
Una tortuga d'orelles vermelles prenent el sol. A l'estendre les seves potes del darrere absorbeix calor més ràpidament.

No es recomana deixar hibernar a exemplars que no superin els 5 cm de llarg, i només han de fer-ho si van tenir una alimentació i cures adequades durant els mesos previs. Si es té un exemplar que va ser adquirit recentment, no se li ha de deixar hivernar perquè no es coneixen les cures que va poder tenir abans que s'aconseguís, encara que el seu aspecte sigui bo. Una tortuga massa jove, que estigui malalta o que no estigui ben nodrida podria no suportar el dejuni que comporta aquesta hibernació i morir.
Si es vol posar a hibernar a una tortuga, es necessita una galleda o recipient amb aigua, però no gaire, ja que la tortuga ha de poder treure el cap d'ella per respirar. Si poses massa aigua, o bé la hibernació no es dugués a terme correctament, la tortuga podria morir. S'ha de deixar aquest recipient en un lloc fosc, fred i tranquil. L'aigua també ha d'estar freda, entre els 5 i 10 °C. També és possible deixar hibernar la tortuga en el seu estany, però comporta un major risc per a la salut de l'animal, ja que podria amagar-se en un lloc fora de l'abast de l'amo i si li succeís una cosa dolenta, no es podria actuar.
Si la tortuga viu normalment a l'exterior però no es desitja que hivernen, llavors cal traslladar-la a un aquari interior perquè passi aquí l'hivern, i quan la temperatura de l'ambient torni a augmentar es pot tornar al seu estany del jardí.

### Reproducció
El seguici i les activitats que comporta l'aparellament ocorren entre març i juliol, i es duen a terme sota l'aigua. Durant el festeig, el mascle es posa al voltant de la femella i comença a sacsejar o batre les seves extremitats davanteres enfront de la cara de la femella, aparentment intentant acariciar. La femella continuarà nedant cap al mascle i si accepta la seva proposició, començaran l'aparellament. Si no accepta, pot fins a iniciar una baralla amb el mascle. El seguici pot durar només 45 minuts, però l'aparellament en si normalment porta 3 hores.

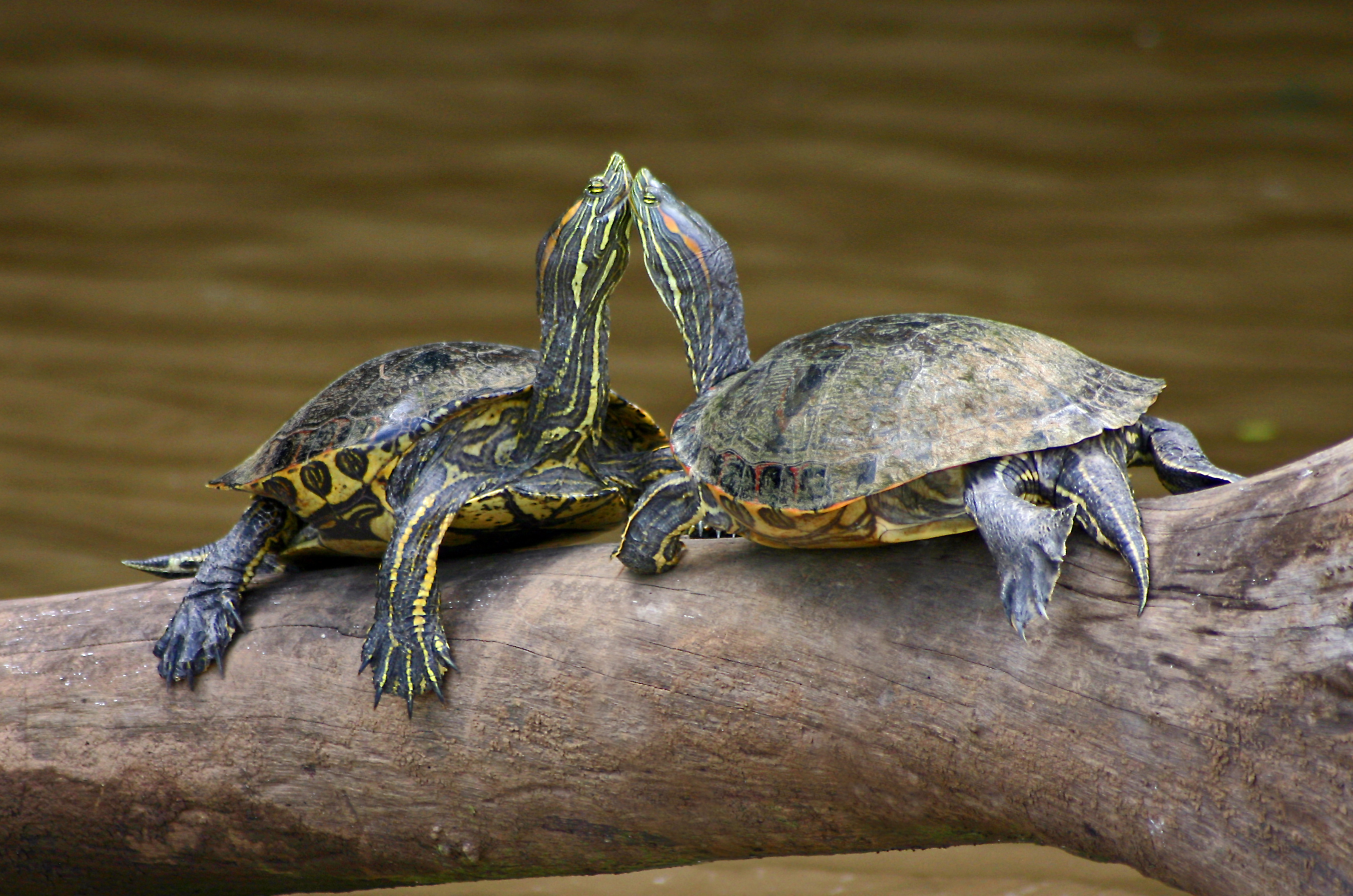
Parella de tortugues d'orelles vermelles.

De vegades un mascle aparentment estarà festejant a un altre mascle. Això en realitat és un signe de predomini i els mascles poden començar a lluitar. Les tortugues joves poden dur a terme la dansa de festeig, però fins que no compleixen els 5 anys no han madurat sexualment i són incapaços d'aparellar-se.
Després de l'aparellament, la femella passarà més temps prenent el sol amb la finalitat de mantenir calents als ous. Pot presentar un canvi de dieta, menjant només certs aliments o no menjant tant com normalment faria. Això és normal, però se li ha de seguir oferir menjar durant l'embaràs i potser oferir diferents aliments als acostumats. El període de[gestació mitjana és de dos mesos, però si la femella no troba un lloc adequat per pondre els seus ous, pot durar més. Una femella pot posar de 2 a 20 ous. A més pot tenir diverses postes en una mateixa temporada d'aparellament. Depenent de diversos factors, cada posta es distanciarà de dos a quatre setmanes de les altres. Durant les dues últimes setmanes de gestació, la femella passarà menys temps a l'aigua, ensumant i furgant en la terra. Això indica que està buscant un lloc apropiat per pondre els seus ous. Si es té en captivitat, es pot posar a la femella en un embassament amb unes 10 cm de terra perquè faci la posta. És aconsellable no retirar els ous del lloc on hagin estat enterrats, però si es desitja o és necessari s'ha de fer amb molta cura per no trencar-los i situar-los en la seva nova localització de la mateixa forma en què estaven disposats en el niu original (és a dir, no posar-los cap per avall, sinó amb la mateixa cara cap amunt). Per fer el niu, la tortuga excavarà acuradament un forat en el lloc escollit amb les seves potes del darrere i dipositarà aquí els seus ous.
Els ous, que tenen una textura una mica rugosa, naixeran de 80 a 85 dies després que van ser enterrats. La tortuga obrirà la closca amb el dent d'ou, que li cau una hora després d'haver nascut i mai no torna a créixer. Si la tortuga no se sent segura, romandrà dins de la closca després d'obrir-lo per un o dos dies més. Si se la força a sortir de la closca abans que estigui a punt, hi tornarà si li és possible. Quan decideix abandonar la closca, tindrà un petit sac enganxat a la panxa. Aquest sac conté residus del que li va servir per alimentar-se durant el període d'incubació i no ha de ser remogut. Fer-ho podria ser fatal per al nounat. El sac cau sol, i quan passa es pot notar una petita ferida a la closca de la tortuga. La ferida cicatritza sola i no cal tractar-la..